# 鄒國英
鄒國英，台灣大學醫學系小兒科兼任教授，輔仁大學醫學院教授兼院長，中華民國新生兒科醫學會理事長。
鄒國英畢業於北一女中及台大醫學系。專長於小兒科、新生兒科、重症加護醫學、小兒肺臟學、幼兒發展、醫學教育。歷任天主教耕莘醫院教學副院長、衛生署區域及地區醫院評鑑委員、國家衛生研究院醫學院評鑑訪視委員、中華民國胸腔醫學會理事、台灣醫學教育會理事、中華民國早產兒基金會董事、中華民國新生兒科醫學會理事長、台北市周產期醫主任療組組長、輔仁大學醫學系創系主任、台灣大學醫學系小兒科兼任教授、台大醫院兼任主治醫師等。

## 外部連結
http://pbl.med.fju.edu.tw/med/teacher/teacher_3.asp （页面存档备份，存于）